# Friedrich Deckel
Friedrich Deckel AG fu uno dei più grandi produttori tedeschi di otturatori per fotocamere e macchine utensili con sede a Monaco di Baviera in Plinganserstraße 150.

## Storia
Friedrich Deckel (1871-1948) nasce a Jungingen, un comune tedesco situato nel Land del Baden-Württemberg. Lavora dal 1889 come meccanico di laboratorio presso l'azienda Zeiss di Jena sotto la direzione di Ernst Abbe, uno dei cofondatori della Zeiss.
Nel 1898 fonda a Monaco di Baviera la propria officina meccanica e nel 1903 l'inventore Christian Bruns ne entra a far parte, nasce così la Bruns & Deckel.
Il risultato di questa collaborazione fu l'otturatore Compound, commercializzato a partire dal 1904 che rimarrà in produzione per ben 65 anni, fino al 1970.
Per ragioni che ancor oggi non si conoscono nel 1905 Bruns lascia la Bruns & Deckel e di conseguenza Friedrich Deckel diventa l'unico proprietario della neonata "Friedrich Deckel GmbH".

## Otturatori per fotocamere
- 1904 - Otturatore Centrale Compound
- 1905 - Otturatore Centrale Compound con ritardatori ad aria compressa
- 1911 - Otturatore Centrale Compur con ritardatori a orologeria (dalla fusione delle due parole tedesche "Compound" e "Uhrwerk")
- 1928 - Otturatore Centrale Compur V con autoscatto
- 1951 - Otturatore Centrale Synchro Compur con sincronizzazione per flash X e M